# Agrypnus brachychaetus
Agrypnus brachychaetus là một loài bọ cánh cứng trong họ Elateridae. Loài này được Kollar miêu tả khoa học năm 1844.